# Ciclismo nos Jogos Pan-Americanos de 2015 - Cross-country masculino
A competição do cross-country masculino foi um dos eventos do ciclismo nos Jogos Pan-Americanos de 2015 em Toronto. Foi disputada no Parque de Mountain Bike Hardwood, em Oro-Medonte no dia 12 de julho.

## Calendário
Horário local (UTC-4).
| Data        | Horário | Fase  |
| ----------- | ------- | ----- |
| 12 de julho | 14:05   | Final |

## Medalhistas
| Ouro   | CAN Raphaël Gagné    |
| Prata  | ARG Catriel Soto     |
| Bronze | USA Stephen Ettinger |

## Resultados
| Colocação         | Ciclista             | Nacionalidade      | Tempo   |
| ----------------- | -------------------- | ------------------ | ------- |
| Medalha de ouro   | Raphaël Gagné        | CAN Canadá         | 1:31:14 |
| Medalha de prata  | Catriel Soto         | ARG Argentina      | 1:32:04 |
| Medalha de bronze | Stephen Ettinger     | USA Estados Unidos | 1:33:02 |
| 4                 | Derek Zandstra       | CAN Canadá         | 1:34:06 |
| 5                 | Fabio Castañeda      | COL Colômbia       | 1:36:30 |
| 6                 | Spencer Paxson       | USA Estados Unidos | 1:36:37 |
| 7                 | Rubens Donizete      | BRA Brasil         | 1:36:37 |
| 8                 | Andrey Fonseca       | CRC Costa Rica     | 1:37:56 |
| 9                 | Jose Ulloa           | MEX México         | 1:39:03 |
| 10                | Jose Albert Gonzalez | ECU Equador        | 1:39:16 |
| 11                | Luciano Caraccioli   | ARG Argentina      | 1:39:26 |
| 12                | Jonathan Mejias      | VEN Venezuela      | 1:40:01 |
| 13                | Jhonnthan de Leon    | GUA Guatemala      | 1:40:38 |
| 14                | Javier Püschel       | CHI Chile          | 1:41:57 |
| 15                | Patricio Farias      | CHI Chile          | 1:42:48 |
| 16                | Luiz Cocuzzi         | BRA Brasil         | 1:44:49 |
| 17                | Jose Escarcega       | MEX México         | 1:45:01 |
| 18                | Willian Tobay        | ECU Equador        | LAP     |
| 19                | Andres Gelpes        | URU Uruguai        | LAP     |
| 20                | Kian Santana         | URU Uruguai        | LAP     |
| 21                | Luis Mejia           | COL Colômbia       | DNF     |

Legenda
| Recorde mundial                  | Recorde mundial (World record)               |                       | Recorde africano                      | Recorde africano (African) |                                           | Q | Classificado por posição (Qualified) |
| Recorde dos Jogos Pan-Americanos | Recorde pan-americano (Pan-American record)  | Recorde da América    | Recorde da América (Americas)         | q                          | Classificado por melhor tempo (Qualified) |   |                                      |
| Melhor marca do ano              | Melhor marca do ano (World leading)          | Recorde asiático      | Recorde asiático (Asian)              | DNS                        | Não largou (Did not start)                |   |                                      |
| Recorde nacional                 | Recorde nacional (National record)           | Recorde europeu       | Recorde europeu (European)            | DNF                        | Não terminou (Did not finish)             |   |                                      |
| Recorde pessoal                  | Recorde pessoal do atleta (Personal best)    | Recorde da Oceania    | Recorde da Oceania (Oceania)          | DSQ / DQ                   | Desclassificado (Disqualified)            |   |                                      |
| Recorde da temporada             | Recorde da temporada do atleta (Season best) | Recorde sul-americano | Recorde sul-americano (South America) | NM                         | Sem marca (No mark)                       |   |                                      |